# Under the Bridge
Under the Bridge je slavná píseň skupiny Red Hot Chili Peppers vydaná v roce 1992. Nachází se na albu Blood Sugar Sex Magik.
Tato píseň původně neměla být na albu, protože ji zpěvák a textař skupiny, Anthony Kiedis, považoval za příliš odlišnou od ostatní produkce kapely. „Under the Bridge“ znamená v překladu „pod mostem“ a Kiedis v písni zpívá o době, kdy byl závislý na heroinu a jeho jedinou přítelkyní bylo velkoměsto. Kiedis později řekl, že si kdysi píchal heroin pod mostem spolu s jedním členem mexického gangu.
Přes odlišnost písně od ostatních funkrockových skladeb na albu se „Under the Bridge“ stala velkým hitem a neoficiální hymnou skupiny, kterou většinou kapela hraje na konci svých koncertů. Klip k písni získal cenu na MTV Video Music Award.